# Шхара
Шхара (груз. შხარა; рус. Шха́ра) је планински врх у планинском систему Великог Кавказа. Налази се на самој граници Грузије (провинција Мегрелија-Горња Сванетија) и руске аутономне републике Кабардино-Балкарија. Са надморском висином од 5.193 м (по неким изворима 5.201 м) трећи је по висини врх на Кавказу (после Елбруса и Дихтауа) и највиши врх у Републици Грузији. Врх лежи на око 90 км северно од другог по величини града у Грузији Кутаисија, односно 70 км јужније од главног града Кабардино-Балкарије Наљчика.
Планина је изразито стрма са оштрим назубљеним стенама и налази се у подручју интензивне глацијације. Изграђена је од гранита и кристалних шкриљаца, а површина је прекривена бројним ледницима. Највећи ледник на северној страни је Безенги, док се низ јужне обронке спушта глечер Шхара у чијем терминалном басену свој ток започиње река Ингури.
Први успон на овај врх остварио је 1888. британско-швајцарски алпинистички тим (У. Алмер, Џ. Кокин и К. Рот) преко северозападне руте која је најлакша за пењање.